# Sigma additivité

Illustration de la sigma additivité

La sigma additivité, appelé aussi additivité dénombrable, est un concept en théorie de la mesure.
Soit {\displaystyle X} un  ensemble et {\displaystyle {\mathcal {C}}} un ensemble de parties de {\displaystyle X}. On dit que l'application μ  est σ-additive sur {\displaystyle {\mathcal {C}}} lorsqu'elle vérifie la propriété suivante : si E1, E2, … est une suite d'éléments de {\displaystyle {\mathcal {C}}}, si ces parties de {\displaystyle X} sont deux à deux disjointes et si leur réunion E est aussi un élément de {\displaystyle {\mathcal {C}}}, alors la valeur μ(E) de μ sur cette réunion E est  égale à la somme des valeurs de μ sur les parties Ek :
Il s'agit d'une version plus forte de l'additivité simple.

## Crédit d'auteurs
- Cet article est partiellement ou en totalité issu de l'article intitulé « Mesure (mathématiques) » (voir la liste des auteurs).